# Hospital de San Juan de Dios (Alicante)
El hospital de San Juan de Dios de Alicante (España) fue una institución hospitalaria de origen medieval con una destacada trayectoria en la asistencia sanitaria de la ciudad durante más de seis siglos. Fundado en el siglo XIV, atravesó distintas fases de gestión municipal y eclesiástica, albergó múltiples sedes y fue precursor del posterior Hospital Provincial de Alicante, creado en el siglo XIX.

## Historia

### Origen
El hospital fue fundado en el año 1333 por disposición testamentaria de Bernardo Gomis (también citado como Bernardo Gómez), un comerciante catalán afincado en Alicante que, al no tener descendencia, legó su residencia en la actual calle Montengón y parte de su fortuna para la creación de un hospital destinado a los pobres enfermos. En homenaje a su devoción religiosa, se le dio inicialmente el nombre de Hospital de San Juan Bautista.
Esta institución, ubicada en el corazón urbano, fue el principal recurso asistencial durante siglos, aunque se vio frecuentemente sobrepasada en momentos de epidemias o conflictos, como los ataques piratas en el puerto o las campañas militares que traían heridos a la ciudad.

### Cesión a la Orden de San Juan de Dios
A mediados del siglo XVII, concretamente en 1653, el ayuntamiento de Alicante decidió ceder la administración del hospital a la Orden Hospitalaria de San Juan de Dios. Esta decisión estuvo motivada principalmente por los estragos que causó la epidemia de peste de 1647-1648, durante la cual el hospital original fue incapaz de atender adecuadamente a la población.
Los religiosos se comprometieron a mantener un número mínimo de camas para los pobres y asumieron también la gestión económica, buscando nuevas fuentes de financiación, como la instalación de un teatro en el propio edificio, lo que generó simpatía y fama entre los alicantinos. Durante esta etapa, el hospital prohibió la mendicidad en la ciudad, canalizando la caridad popular hacia sus instalaciones.

### Edad Moderna
En el siglo XVIII, el hospital contaba con entre seis y diez religiosos profesos, criados y asistentes, además de las visitas periódicas de médicos y cirujanos contratados por el ayuntamiento. Las condiciones sanitarias eran muy mejorables: las estancias estaban saturadas, la cercanía entre enfermos favorecía el contagio, y las inspecciones de los regidores municipales eran irregulares.
Los enfermos recibían tres comidas al día —desayuno a las 7:00, comida a las 10:30 y cena a las 18:00— y se les administraban medicinas cuando el médico lo consideraba oportuno. Las enfermedades atendidas incluían "calenturas, tabardillos, dolores de costado, garrotillos, heridas frescas, humor gálico, bubas y males contagiosos", aunque posteriormente se restringieron a "calenturas" según algunos informes oficiales.
La capacidad máxima anual del hospital rondaba los 400 enfermos, y las cifras de fallecimientos oscilaban entre 7 y 9 personas por año durante la primera mitad del siglo XVIII.

### Intervención del Estado (sigloXIX) y desaparición
Durante la guerra de la Independencia española, los hermanos hospitalarios colaboraron con el traslado de los enfermos del Hospital del Rey al convento de los dominicos, reforzando así su papel en la red sanitaria local.
En 1820, en el marco de las reformas del Trienio Liberal, el hospital pasó a depender de la Junta Nacional de Crédito Público, aunque la congregación siguió manteniendo su labor asistencial con fondos propios. No obstante, en 1821, tras la supresión de órdenes religiosas, la comunidad de San Juan de Dios fue disuelta en Alicante, y la gestión del hospital pasó definitivamente al ayuntamiento por orden del intendente de Valencia.
La desamortización de Mendizábal en 1836 confirmó la secularización de la institución y agravó el deterioro del edificio original, ya con serias deficiencias estructurales. Fue finalmente demolido hacia 1840.
Pocos años después, la creciente necesidad de un centro hospitalario moderno impulsó la creación del Hospital Provincial de Alicante, considerado el heredero directo de la tradición asistencial iniciada por este hospital medieval.